# Kasteel van Gien
Het Kasteel van Gien (Frans: Château de Gien) is een kasteel in de Franse gemeente Gien. 
Het kasteel is omstreeks het jaar 1500 gebouwd. Het wisselde in de loop der eeuwen meermaals van eigenaar. Eind 19de eeuw werd het aangekocht door het departement Loiret. Het kasteel wordt dan het onderkomen voor de "sous-préfecture", de rechtbank en de gevangenis. Het kasteel is een beschermd historisch monument sinds 1840. In 1952 veranderde de bestemming ervan en werd het "Musée de la chasse" (het museum van de jacht).